# Parafodina inscripta
Parafodina inscripta là một loài bướm đêm trong họ Noctuidae.